# یواس‌اس آیولوس (آی‌دی-۳۰۰۵)
یواس‌اس آیولوس (آی‌دی-۳۰۰۵) (به انگلیسی: USS Aeolus (ID-3005)) یک کشتی بود که طول آن ۵۸۰ فوت ۱۰٫۶۲۵ اینچ (۱۷۷٫۰۵۳۸۸ متر) بود. این کشتی در سال ۱۸۹۹ ساخته شد.